# 不思議のダンジョン 風来のシレン5 フォーチュンタワーと運命のダイス
『不思議のダンジョン 風来のシレン5 フォーチュンタワーと運命のダイス』（ふしぎのダンジョン ふうらいのシレンファイブ フォーチュンタワーとうんめいのダイス、Shiren the Wanderer: The Tower of Fortune and the Dice of Fate）は、チュンソフトより2010年12月9日に発売されたニンテンドーDS用ローグライクゲーム。不思議のダンジョンシリーズの1つ。略称は『シレン5』。
2015年6月4日には新ダンジョンを多数追加した改良版『不思議のダンジョン 風来のシレン5 plus フォーチュンタワーと運命のダイス』（ふしぎのダンジョン ふうらいのシレンファイブ プラス フォーチュンタワーとうんめいのダイス）がPlayStation Vitaで発売された。略称は『シレン5 plus』。
2020年12月3日には新ダンジョンを追加した『シレン5 plus』のNintendo Switch版およびSteam版が発売された

## 概要
時系列としては『不思議のダンジョン 風来のシレンGB2 砂漠の魔城』と『不思議のダンジョン 風来のシレン3 からくり屋敷の眠り姫』との間の話である。
北米では『不思議のダンジョン 風来のシレン2 鬼襲来!シレン城!』と『不思議のダンジョン 風来のシレン4 神の眼と悪魔のヘソ』が発売されていないため、タイトルナンバーの「5」を外し、「Shiren the Wanderer: The Tower of Fortune and the Dice of Fate」というタイトルで2016年7月26日に発売。
前作までの音楽はすぎやまこういちと松尾早人の2人が担当していたが、本作ではすぎやまが外れ松尾が単独で担当している。
週刊ファミ通のクロスレビューではプラチナ殿堂入りしている。
PS Vita版の『シレン5 plus』は風来のシレンシリーズ20周年記念作品として製作された。体験版がPlayStation Storeで無料配信されており、製品版へのセーブデータ継承も可能。
Nintendo Switch版の販売が好調であったため、新作（『風来のシレン6』）のプロジェクトが立ち上がった。

## ストーリー
砂漠の魔城の冒険を終えた風来のシレンと語りイタチのコッパは道に迷い、山奥のイノリの里と呼ばれる村にたどり着く。
そこには｢仙境にそびえるフォーチュンタワーに登り、運命神リーバの創りし"3つの運命のダイス"を手にした上で、リーバに会ってその賽を振ることが出来れば、どんなに不遇な運命をも変えることができる｣という言い伝えが残っていた。
村にはおユウという女性が不治の病に臥せっており、余命僅かだと言われていた。恋人のジロきちはおユウの死の運命を変えるためフォーチュンタワーへと向かう。本当に運命を変えることができるのか?　シレンとコッパはジロきちを追ってタワーに挑む。

## システム
多くは前作『不思議のダンジョン 風来のシレン4 神の眼と悪魔のヘソ』のものを引き継いでいる。
昼夜
ダンジョンには昼と夜が存在しており、ターン経過によって交互に変化する。夜は今までのダンジョンと違う仕様となっている。
武器、盾の成長
敵を倒すと武器と盾に成長度が蓄積され、一定値に達する事で成長して強くなる。
技
夜のモンスターには通常の方法でダメージを与えることが困難であるが、様々な技を習得して使用することで対抗できる。技は1階ごとに事前に選択した8個まで使用することができる。
オーラ
稀に通常より強いオーラ付きのモンスターが登場する。オーラには攻撃力2倍、防御力2倍、倍速の3種類がある。また、本作よりシレン自身も条件を満たすことによりオーラをまとうようになった。状態が「スーパー」となり、攻撃力・防御力の上昇、倍速、成長、会心状態など様々なプラス効果が得られる。
タグ
武器・盾にタグを付けることで、紛失しても取り戻すことが可能である。
新種道具
既存の道具にランダムで別の効果を付与し、自作の道具を作ることができる。すれちがい通信によって他のプレイヤーに渡すこともできる。
対戦・協力
DSワイヤレスプレイ機能（Vita版ではアドホック通信）を使用して、事前に決めたルールにより二人で対戦したり、専用ダンジョンを二人で協力して攻略したりすることができる。Switch版およびSteam版では廃止された。
風来救援、風来救助
HPが0になって倒れた場合でも他のプレイヤーに救助してもらうことができる。「風来救援」はアドホック通信により「復活の草」「やりなおしの草」を送信してもらえばすぐに復活できる。
「風来救助」は前作同様に他のプレイヤーに救助を依頼する。依頼を受けたプレイヤーは倒れたプレイヤーのいるダンジョンのフロアまでたどり着き、倒れているプレイヤーに話しかけると救助に成功する。風来救助はパスワードによるもの、ニンテンドーWi-Fiコネクション（Vita版はインターネット通信）によるもの、DSワイヤレス通信（Vita版はアドホック通信）によるものがある。ただし、ニンテンドーWi-fiコネクションサービス終了のためDS版のWi-fi救助は2014年5月20日で終了した。また救助パスワードの異機種間での互換性はないため、DS版の救助をVita版で行うといったことはできない。

## 登場キャラクター
ジロきち
イノリの里に住む熱血漢の少年。不治の病に苦しむ恋人おユウを救うため、シレンの助力を受けながらリーバ神の構えるフォーチュンタワーに挑む。
仲間キャラクターの一人だが、歴代の仲間の中でも特殊な扱いと仕様が課せられている。
ジロきちの目的の関係上、フォーチュンタワーから強制的に仲間になり、彼を生存させた状態で攻略しないといけない。
仮に倒されても意地でも塔を登り切るという執念から、墓になるだけで、ほかの仲間のように退場はしない。墓になった場合、シレンがフロアを移動する前に回復系のアイテムをぶつければその場で復活できる。
ジロきちがやられたまま先へ進もうとすると強制的にネコマネキ村に戻される他、シレンがやられたりアイテムでダンジョンから帰還してもそのフロアに留まる。次回冒険時にそのフロアまで行けば合流できる。
また、ジロきちが生存している状態でシレンがやられた状況だった場合、その時シレンが装備していたタグなし装備品を回収してくれる。
エンディングまで行くとSwitch(Steam)版の追加ダンジョン以外では仲間として連れていくことができなくなる。
タオ
声 - 悠木碧
フォーチュンタワーのガイドを生業としている少女。パンダのコスプレと語尾に「 - アル」と付ける話し方が特徴。タワーに挑むシレンに雇われる形で仲間になる。
仲間にする際には雇用という形で加わるため、1500ギタン必要になる(毎回必要になる上、一度断った後だと2000ギタンに上がる)。
ブーメランによる範囲攻撃が可能なほか、シレンが一部の状況下に置かれているときに、その状況を打開できるアイテムを高額で販売する。
正体は泥棒神ギトーの使い。物心ついたころから、生きるためにやむなく泥棒をしており、その縁で使いとなり、運命のダイスを奪いにフォーチュンタワーにやってきた。シレンの協力で最上階にてダイスを奪うも、奇跡の塔最上階に迷い込む。その際、コッパがダイスで泥棒として生きてきた運命を変えることを提案するが、自分の運命を受け入れることでそれを拒否し、素直に大リーバにダイスを返却する。
公式サイトでもガイドを行っており、シリーズの世界設定や不思議のダンジョンでのノウハウを教えるほか、一定回数利用するとゲーム本編で実際に利用できる合言葉も教える。
小次郎太
イノリの里に住む長老の息子である青年。ゲーム中では常に「小次郎太さま」と表記される。
裕福な家系であることから殿のような振る舞いをしており、シレンとコッパを自身の家来になるよう持ちかける。鼻につくような言動が目立つが根は優しい。
背負い刀による剣撃を得意とするほか、一定範囲内の敵一体に小次郎太自身の所持ギタンを投げつけることができる。
ギタンは放物線を描くため必ず標的に辿り着き、額と射程はレベルに応じて強化される。なお、投げたギタンは命中の成否にかかわらず消滅する。
気まぐれな性分であるため、『4』のガルウィン同様にフロア移動でいなくなることがあるが、一定の条件を満たせば離脱しなくなる。
おコン
父の仇を追って旅をしている狐。妹のコハルと逸れ、自身は罠にかかって身動きが取れなくなっていたところをシレンに救われる。
その後人間の姿に化けて再びシレンの前に姿を表し、己の鍛錬も兼ねてシレンに協力する。
モンスターに化け、その特技を使用することができる。変身できる種族は決まっており、おコンのレベルに応じて増えていく。
不要な種族には変身しないように制限をかけることも可能。
コハル
おコンの妹。おコンと合流したあとに彼女の経緯を聞き、自身もシレンに協力することを決意する。外見はおコンと瓜二つだが、顔立ちがわずかに異なる。
武器または盾に変身することができる。成長値や強化値は継続性で、決して下がることがない。
合成などはできないが、成長するたびに決まった能力が追加されていく。特定の状況下に置かれるか、解除を要請することで元の姿に戻る。
コハルは経験値の概念がなく、武具の強さでステータスが変動する。成長度がレベル、剣と盾の修正値がそれぞれ攻撃力と防御力に反映される。
ゲンノシン
ネコマネキ村で凄腕のマタギとして名を馳せている三毛猫。口数が少なく態度も荒いが腕は確か。周囲からは「ゲンさん」という呼び名で親しまれる。性別は不明（三毛猫は通常メスであるが、オスも希少ながら存在する）。
イノリの里の老婆が作るマタタビ汁が好物で、シレンがそれを差し入れたことをきっかけに関わりを持ち始める。
対夜モンスター専用の弾丸で夜のモンスターを銃撃できる。ダメージは固定で、レベルに応じて増加する。
また、弾丸が命中した敵を何らかの状態異常にすることがある。
おユウ
ジロきちの幼馴染。不治の病に冒されており、余命が少ない。
シレンとジロきちがフォーチュンタワー最上階に辿り着いた時にはすでに死亡していたが、
奇跡の塔最上階にてジロきちが運命のダイスで最高の目を出した（大リーバが目を操作したような描写あり）ことによって運命が変わり生き返る。
原始マムル
シレンとジロきちがおユウの運命を変えたために生じた時空のひずみから、現代に迷い込んでしまった原始時代のマムル。
モンスターに阻まれて時空のひずみに辿り着けずにいたが、シレンの活躍により無事に原始時代へと帰った。
リーバ像
フォーチュンタワーのボス。運命神リーバの化身。フォーチュンタワー最後の試練としてシレンとジロきちの前に立ち塞がる。
状態変化をもたらす光弾、周囲のキャラクターを吹き飛ばす衝撃破、直線状のキャラクターすべてにダメージを与える貫通ビームのほか、
モンスターの召喚、ワープなど、前作のボス同様多彩な技を持つ。
大リーバ像
奇跡の塔のボス。時空神大リーバの化身。奇跡の塔最後の試練としてシレンとジロきちの前に立ち塞がる。
大リーバ像との戦闘開始直後に装備すべてを外される。戦闘中は周辺のキャラクターを吹き飛ばす衝撃破のほか、
予言で、津波、落雷、突風、地震、流れ弾、モンスター召喚のいずれかの効果をランダムで使用する。
ゲンドリューシュカ
旧道のボス。ゲンさんと同じマタギで、おコン、コハルの父の真の仇。戦闘ではゲンさん、おコン、コハルが合流して戦うことになる。
特殊能力はキックで吹き飛ばし、転ばせて道具を落とさせる、猟銃で一直線上のキャラクターを攻撃、モンスターを召喚する。
ジャックワンド系
通信協力プレイのボス。単独プレイではイノリの洞窟の願いでしか戦えない。
特殊能力は床に杖を召喚し、杖の直線状に立つと杖の効果を魔法弾で放つというもの。召喚した杖はシレンが拾うこともできる。
エンペラーとカイザーは倍速1回攻撃、ゴッドは倍速2回攻撃。
ジャックワンド

クイーンワンド

キングワンド

エースワンド

エンペラーワンド

カイザーワンド

ゴッドワンド

## ダンジョン

### ストーリー進行ダンジョン
オウマのほこら
イノリの里から出ると一番初めに行くチュートリアルダンジョン。相棒のコッパがゲームの基本的な操作方法やルールを説明しつつ進行する。全3階を突破するとネコマネキ村へ。
運命の小道
ネコマネキ村からフォーチュンタワーへ至るダンジョン。比較的敵も弱く、視界明瞭で道具もたくさん落ちている。ストーリーの関係上、最低3回は来ることになる。全5階。
過去の塔
フォーチュンタワーの下層にある赤い塔。難易度は低い。
現在の塔
フォーチュンタワーの下層にある緑の塔。難易度は中程度。
未来の塔
フォーチュンタワーの下層にある青い塔。難易度は高め。
過去・現在・未来の塔はどの塔からでも入れる。ただしジロきちを置いて途中帰還した場合、再来訪時はジロきちが留まっている塔への突入が強制される。3つの塔を全てクリアし3つの運命のダイスを手に入れると上層の仙人の庵に進めるようになる。
フォーチュンタワー
仙人の庵の上層に位置する。3つのダイスを手に入れると進めるようになる。
奇跡の塔
フォーチュンタワーのさらに上空にそびえる塔。この塔の存在は周囲の村の人々にも知られていなかった。途中にすずめのお宿という中継施設がある。

### ストーリー外のダンジョン
石像の洞窟
ダンジョンと言うよりは、倉庫番に近いワンフロア謎解き型の問題集である。マムルの像を所定の位置にすべて移動させればクリア。
爆発の岩場
シレンのスタート位置と階段が壁を隔てて離れており、壁を崩して階段を目指すモード。マインスイーパのように、歩ける床に番号が割り当てられており、番号をヒントに壊せる壁、壊してはいけない壁を見極めて階段を目指す。
地底の館
全99階あるダンジョンを1～10階、11～20階というように任意の10区間に分けて10階分を駆け抜けるダンジョン。挑戦する区間の難易度に応じて始めにアイテムと経験値が支給される。全区間をクリアすれば1～99階を一気に挑戦することも出来る。

### クリア後ダンジョン
原始に続く穴
不思議のダンジョンシリーズ恒例「もっと不思議のダンジョン」。腕輪の他に草・巻物・杖・札・壺までもが未識別状態で登場する。
昼しかないので夜を用いたテクニックが使えず、純粋に実力が求められる。
天上の池
前作の置けずの洞窟と同様、店以外の床にアイテムを置くと消滅するダンジョン。
作成した新種道具も出現するため、活用することで難易度を下げることが可能。昼夜あり。
イノリの洞窟
7色のキャットストーンを集めて洞窟最深部まで潜ると願い事が一つ叶うと言われているダンジョン。昼夜あり。
ゲンさんのシマ
シレン1の罠ダンジョンと肉ダンジョンを混ぜたようなダンジョン。
罠は拾って使うことができ、「決闘の罠」を踏ませた敵を倒すことでモンスターを仲間にできる「モンスターの証」を入手することができる。
ある条件を満たすと発生するイベントが起こると、旧道のクリアまでは一時的に入る事が出来なくなる。
異次元の塔
15ある階段の中から任意で選び、1つずつ攻略していくダンジョン。
それぞれの階段に特徴があり、攻略していく順番が重要となる。全ての階段を攻略したらクリアとなる。
人生の落とし穴
前作のあがらずの森と同様、シレンのレベルが上がらないダンジョン。HPやちからをアイテムで底上げし、武器や盾を鍛えることで進んでいく事になる。
旧道
満腹度が通常の歩数による減少ではなく、リアルタイムで減るダンジョン（1分で4、また一定階層進むごとに最大満腹度も3減少する）。
天上の池と同様作成した新種道具が出現するため、活用することで難易度を下げることが可能。昼夜あり。
おにぎり穴
一度入った部屋から出ると部屋自体が埋まってしまい、入れなくなるダンジョン。その代わりマップはすべて最初から明瞭となっており、一筆書きの要領で探索を行う必要がある。
状況によっては「詰み」となる可能性もあり、対策として壁を掘るためのつるはしやトンネルの杖も多く落ちている。
迷いの井戸
最初から強いモンスターが出現し、店以外では有用なアイテムがほとんど落ちていないダンジョン。鍛えた装備やアイテムをできるだけ持ち込んで挑戦することになる。昼夜あり。
運命の地下
ある条件を満たすと出現する、本作最難関とされるダンジョン。
原始に続く穴と同様ほとんどのアイテムが未識別で登場するうえ、有用なアイテムが一部出現しなくなっており、昼夜の概念も存在する。
合成に利用できるマゼルン種が夜のみしか出現しないのも特徴。

### plusでの追加ダンジョン
PS Vita版の『シレン5 plus』では6つの追加ダンジョンと、ダウンロードコンテンツとして無料配信された10のダンジョンが追加されている。DS版をプレイした人のために、チュートリアルをクリアするとダンジョンセンターからすぐに入れるようになっている。Nintendo Switch版・Steam版では最初から全て収録されている上、新たな追加ダンジョンが3つ収録されている。
警告の谷
同じフロアに長い間滞在しすぎると発生し、冒険を強制的に終了させる「突風」が吹くまでの制限ターンが極端に短くなっているダンジョン。あとどれだけのターンで突風が吹くかを示す「突風ゲージ」が画面右下に追加されている。
ハンターの池
床にアイテムが落ちていないダンジョン。モンスターからドロップアイテムを獲得できる確率が高くなっており、これを利用して攻略する。また、壁が無く池と水路でマップが構成されている。
わくわくパラダイス
モンスターの自然発生が非常に早いダンジョン。道具のほとんどが未識別で、低い階層でもフロア内に非常に強力なモンスターが1体配置されている。まともに戦うと勝ち目はないが、アイテムを生かして上手く倒せば大量の経験値を得て一気にレベルを上昇させられる。
ファミ通の挑戦状
敵を倒しても経験値を得られず、「逃げ」に徹してクリアするダンジョン。Nintendo Switch版・Steam版ではダンジョン名が「至高への挑戦」に変更されている。
商人の隠れ家
武器や盾の出現確率が高い反面、それ以外の道具の出現率が低いダンジョン。基本的に持ち込んだアイテムを利用して攻略していく事になる。
青春の1ページ
モンスターに告白できる「国った時の巻物（こくったときのまきもの）」が大量に出現するダンジョン。告白に成功すればモンスターを仲間にできる「仲良しの証」が手に入る。
ガマラの逆襲
2015年6月11日に配信された無料ダウンロードコンテンツ。ガマラ種のモンスターが大量に出現する。武器・盾はギタンを消費する金食い虫系しか登場せず、ガマラからいかにギタンを稼ぐかが重要となる。
玄人の足跡
2015年7月9日に配信された無料ダウンロードコンテンツ。原始に続く穴と似た仕様の「もっと不思議のダンジョン」だが、これに加えて回復アイテムがほとんど手に入らなくなっている。
また深層では通常のレベル4モンスターよりも強化されたモンスターが出現する。
オーラの遺跡
2015年8月6日に配信された無料ダウンロードコンテンツ。自然発生するモンスターが全員オーラを纏って強化されている。
シレンもスーパー状態になりやすいが、通常のダンジョンと異なりフロアを移動すると解除されてしまう。
眠りの大地
2015年8月6日に配信された無料ダウンロードコンテンツ。昼が存在しない、夜のみのダンジョン。
二撃の道
2015年8月6日に配信された無料ダウンロードコンテンツ。前作の二撃の洞窟と同様、シレンもモンスターも二度連続で攻撃を受けると倒れてしまうダンジョン。
食いしん坊の館
2015年9月10日に配信された無料ダウンロードコンテンツ。「特製おにぎり」の出現率が高く設定されている持ち込みありのダンジョン。
あらしの森
2015年9月10日に配信された無料ダウンロードコンテンツ。畠荒らし種のモンスターに荒らされ、各フロアに1つしかアイテムが落ちていない。
モンスター集会所
2015年10月8日に配信された無料ダウンロードコンテンツ。定期的にモンスターハウスが設置されているダンジョン。
波乱の岩場
2015年12月1日に配信された無料ダウンロードコンテンツ。モンスターハウスの出現率が高く、より難易度を増した「もっと不思議のダンジョン」。
ワナ師の箱庭
2015年12月1日に配信された無料ダウンロードコンテンツ。敵をワナで倒さないと経験値が入手できない。
無刃の荒野
Switch版・Steam版で追加。武器が入手できず、直接攻撃のダメージが1になるため、飛び道具を駆使して攻略するダンジョン。
死線の回廊
Switch版・Steam版で追加。目標ターン数をプレイヤーが設定して攻略する。短く設定するほどスコアが高くなる。
運命神の裏庭
Switch版・Steam版で追加。ストーリーダンジョンと同様の地形を進んでいくダンジョン。
敵を一度の攻撃で倒せば入手できる経験値が増えるが、攻撃回数が増えるごとに経験値が減っていく。
仲間NPCを連れ込むことはできないが、ストーリーダンジョンと同様ダンジョン内に仲間NPCが徘徊しており、仲間にすることができる。
他ダンジョンとは違い、最初から成長している武器や盾が落ちていることがある。

## 関連商品

### 本
不思議のダンジョン 風来のシレン5 フォーチュンタワーと運命のダイス 完全踏破マニュアル
2011年2月25日、ファミ通より発売。

### CD
不思議のダンジョン 風来のシレン5 DS 予約特典CD [Limited Sound Track]
DS版風来のシレン5の予約特典。DS音源とは異なる音源となっており、後のVita版以降では本CDの音源がゲーム中でも使用された。